# Кристиан IV
Кристиан IV (на датски: Christian) е крал на Дания и Норвегия, а също херцог на Шлезвиг и Холщайн от 1588 до смъртта си през 1648 г.

## Произход
Роден е през 1577 г. в Дания. Син е на крал Фредерик II и София фон Мекленбург.

## Управление
След смъртта на баща си Фредерик II през 1588 г., Кристиан наследява трона, но на практика той навършва пълнолетие чак през 1596 г., а управлението му в действителност започва едва от 1610 г.
Добре образован, говорещ с лекота освен родния си немски език, също латински, френски и италиански, младият крал на Дания се отличавал с желязна работоспособност, чувство за дълг и усет за нововъведения.
През първата половина от управлението си той се заема основно с преобразования във флота (като някои от новопостроените кораби от този период се правели по негови чертежи) и със строеж на крепости по датските брегове и по границите на държавата с помощта на немски инженери. С могъществото на морския флот кралят си поставил за цел да получи контрол над германските брегове, реките Елба и Везер, за да доминира над целия Север, а освен това да завладее херцогство Бремен-Ферден, което да остави като наследство на синовете си.

### Тридесетгодишната война
По време на управлението на Кристиан IV Дания участва и в Тридесетгодишната война. Страхувайки се от засилване влиянието на Хабсбургите в Германия и стремейки се да разшири владенията си там, Кристиан IV нахлува в Германия през 1626 г. начело на войски наброяващи между 19 000 и 25 000 души, но след няколко победи, от които не успява да се възползва, му е нанесено тежко поражение при Лутер в Долна Саксония и през 1629 г. излиза от войната без териториални загуби.

### Война с Швеция
Между 1643 и 1645 г. се отваря нова война с Швеция, която благодарение на спечелените през Тридесетгодишната война нови владения получава възможност да атакува Дания от юг и изток. На 12 декември 1643 г. шведската армия преминава южната граница с Дания и до края на януари 1644 г. завладява полуостров Ютланд. Това напълно неочаквано нападение, при това проведено с впечатляваща бързина и ефикасност, оказва парализиращ ефект върху датчаните. Кристиан IV, който по това време е вече на 66-годишна възраст, обаче показва голяма смелост и енергия и работи денонощно, за да мобилизира войската. Датчаните успяват да спасят ключовата крепост Малмьо. На 1 юли 1644 г. датската и шведската флоти се срещат в открито море и Кристиан IV демонстрира такъв героизъм, че си спечелва симпатията на цялата датска нация и името му влиза в народните песни.
Докато води битката на своя кораб, шведски куршум причинява експлозията на близко оръдие и от металните и дървени отломки кралят бива ранен на 13 различни места, но той веднага се изправил, въпреки че бил ослепял с едното око, и извиква силно, че е добре и че дългът му повелява да остане на палубата до края на битката. През нощта боят утихва без някой да е спечелил битката, макар че датският флот е успял да блокира шведските кораби в залива Киел. След още една изтощителна битка шведите успяват да се изплъзнат с корабите си благодарение на помощта на холандските си съюзници, а датчаните са изразходвали всичките си военни ресурси и Кристиан IV се вижда принуден да приеме посредничеството на Франция и Съединените провинции за подписването на мирен договор. Мирът е сключен на 8 февруари 1645 г., Швеция печели войната и Дания ѝ предава три норвежки провинции и островите Готланд и Сааремаа. Освен това Швеция получава провинция Халанд за период от 30 години.

### Последни години
Последните години от живота на краля са помрачени от влошеното му здраве, от ослепяването и от разногласията, които има с амбициозните си зетове. Умира на 28 февруари 1648 г. Погребан е в Роскилската катедрала, Дания.

## Семейство
Кристиан IV се жени на 27 ноември 1597 г. за Анна Катарина фон Бранденбург (1575 – 1612), дъщеря на курфюрст Йоахим Фридрих фон Бранденбург. От брака им се раждат шест деца като един от синовете им е бъдещият крал на Дания и Норвегия Фредерик III.
След смъртта на кралицата през 1612 г. Кристиан IV има други две връзки докато накрая на 31 декември 1615 г. се жени повторно за Кирстен Мунк от обикновено потекло, от която има 12 деца. През 1628 г. Кристиан IV открива, че съпругата му има скандална любовна връзка с един от неговите германски офицери, изгонва я и тя се връща в Ютланд. Впоследствие кралят има още една връзка с Виебке Крусе, от която има още две деца.